# Uredo ignava
Uredo ignava é uma espécie  do gênero Uredo.  